# Simning vid olympiska sommarspelen 2004
Simning vid Olympiska sommarspelen 2004 hölls vid Olympic Aquatic Centre. Man tävlade om 32 guldmedaljer.
I likhet med de föregående spelen dominerades tävlingarna av USA och Australien, vilka tog 19 av de 32 guldmedaljerna och 43 medaljer totalt.

## Medaljfördelning
| Pl.    | Nation              | Guld | Silver | Brons | Totalt |
| ------ | ------------------- | ---- | ------ | ----- | ------ |
| 1      | USA                 | 12   | 9      | 7     | 28     |
| 2      | Australien          | 7    | 5      | 3     | 15     |
| 3      | Japan               | 3    | 1      | 4     | 8      |
| 4      | Nederländerna       | 2    | 3      | 2     | 7      |
| 5      | Ukraina             | 2    | 0      | 1     | 3      |
| 6      | Frankrike           | 1    | 2      | 3     | 6      |
| 7      | Polen               | 1    | 2      | 0     | 3      |
| 8      | Sydafrika           | 1    | 1      | 1     | 3      |
| 8      | Zimbabwe            | 1    | 1      | 1     | 3      |
| 10     | Kina                | 1    | 1      | 0     | 2      |
| 11     | Rumänien            | 1    | 0      | 1     | 2      |
| 12     | Österrike           | 0    | 2      | 0     | 2      |
| 13     | Tyskland            | 0    | 1      | 4     | 5      |
| 14     | Italien             | 0    | 1      | 1     | 2      |
| 14     | Ungern              | 0    | 1      | 1     | 2      |
| 16     | Kroatien            | 0    | 1      | 0     | 1      |
| 16     | Ryssland            | 0    | 1      | 0     | 1      |
| 18     | Storbritannien      | 0    | 0      | 2     | 2      |
| 19     | Argentina           | 0    | 0      | 1     | 1      |
| 19     | Trinidad och Tobago | 0    | 0      | 1     | 1      |
| Totalt | Totalt              | 32   | 32     | 33    | 97     |

## Medaljsummering

#### Damer
| Distans                         | Guld | Guld         | Silver | Silver       | Brons | Brons        |
| 50 meter frisim Detaljer...     | Inge de Bruijn Nederländerna                                                                                  | 24,58        | Malia Metella Frankrike                                                                                               | 24,89        | Lisbeth Lenton Australien                                                                                      | 24,91        |
| 100 meter frisim Detaljer...    | Jodie Henry Australien                                                                                        | 53,84        | Inge de Bruijn Nederländerna                                                                                          | 54,16        | Natalie Coughlin USA                                                                                           | 54,40        |
| 200 meter frisim Detaljer...    | Camelia Potec Rumänien                                                                                        | 1.58,03      | Federica Pellegrini Italien                                                                                           | 1.58,22      | Solenne Figuès Frankrike                                                                                       | 1.58,45      |
| 400 meter frisim Detaljer...    | Laure Manaudou Frankrike                                                                                      | 4.05,34 0AR0 | Otylia Jędrzejczak Polen                                                                                              | 4.05,84      | Kaitlin Sandeno USA                                                                                            | 4.06,19      |
| 800 meter frisim Detaljer...    | Ai Shibata Japan                                                                                              | 8.24,54      | Laure Manaudou Frankrike                                                                                              | 8.24,96      | Diana Munz USA                                                                                                 | 8.26,61      |
|                                 | |              | |              | |              |
| 100 meter ryggsim Detaljer...   | Natalie Coughlin USA                                                                                          | 1.00,37      | Kirsty Coventry Zimbabwe                                                                                              | 1.00,50 0AR0 | Laure Manaudou Frankrike                                                                                       | 1.00,88      |
| 200 meter ryggsim Detaljer...   | Kirsty Coventry Zimbabwe                                                                                      | 2.09,19 0AR0 | Stanislava Komarova Ryssland                                                                                          | 2.09,72      | Antje Buschschulte Tyskland Reiko Nakamura Japan                                                               | 2.09,88      |
|                                 | |              | |              | |              |
| 100 meter bröstsim Detaljer...  | Luo Xuejuan Kina                                                                                              | 1.06,64 0OR0 | Brooke Hanson Australien                                                                                              | 1.07,15      | Leisel Jones Australien                                                                                        | 1.07,16      |
| 200 meter bröstsim Detaljer...  | Amanda Beard USA                                                                                              | 2.23,37 0OR0 | Leisel Jones Australien                                                                                               | 2.23,60      | Anne Poleska Tyskland                                                                                          | 2.25,82      |
|                                 | |              | |              | |              |
| 100 meter fjärilsim Detaljer... | Petria Thomas Australien                                                                                      | 57,72        | Otylia Jędrzejczak Polen                                                                                              | 57,84        | Inge de Bruijn Nederländerna                                                                                   | 57,99        |
| 200 meter fjärilsim Detaljer... | Otylia Jędrzejczak Polen                                                                                      | 2.06,05      | Petria Thomas Australien                                                                                              | 2.06,36      | Yuko Nakanishi Japan                                                                                           | 2.08,04      |
|                                 | |              | |              | |              |
| 200 meter medley Detaljer...    | Jana Klotjkova Ukraina                                                                                        | 2.11,14      | Amanda Beard USA | 2.11,70 0AR0 | Kirsty Coventry Zimbabwe                                                                                       | 2.12,72 0AR0 |
| 400 meter medley Detaljer...    | Jana Klotjkova Ukraina                                                                                        | 4.34,83      | Kaitlin Sandeno USA                                                                                                   | 4.34,95 0AR0 | Georgina Bardach Argentina                                                                                     | 4.37,51 0AR0 |
|                                 | |              | |              | |              |
| 4×100 meter frisim Detaljer...  | Australien Alice Mills Lisbeth Lenton Petria Thomas Jodie Henry Sarah Ryan*                                   | 3.35,94 0VR0 | USA Kara Lynn Joyce Natalie Coughlin Amanda Weir Jenny Thompson Lindsay Benko* Maritza Correia* Colleen Lanne*        | 3.36,39 0AR0 | Nederländerna Chantal Groot Inge Dekker Marleen Veldhuis Inge de Bruijn Annabel Kosten*                        | 3.37,59      |
| 4×200 meter frisim Detaljer...  | USA Natalie Coughlin Carly Piper Dana Vollmer Kaitlin Sandeno Lindsay Benko* Rhi Jeffrey* Rachel Komisarz*    | 7.53,42 0VR0 | Kina Zhu Yingwen Xu Yanwei Yang Yu Pang Jiaying Li Ji*                                                                | 7.55,97 0AR0 | Tyskland Franziska van Almsick Petra Dallmann Antje Buschschulte Hannah Stockbauer Janina Götz* Sara Harstick* | 7.57,37      |
| 4×100 meter medley Detaljer...  | Australien Giaan Rooney Leisel Jones Petria Thomas Jodie Henry Brooke Hanson* Alice Mills* Jessicah Schipper* | 3.57,32 0VR0 | USA Natalie Coughlin Amanda Beard Jenny Thompson Kara Lynn Joyce Haley Cope* Tara Kirk* Rachel Komisarz* Amanda Weir* | 3.59,12      | Tyskland Antje Buschschulte Sarah Poewe Franziska van Almsick Daniela Götz                                     | 4.00,72 0AR0 |

*Simmare som endast deltog i kvalet.

#### Herrar
| Distans                         | Guld | Guld          | Silver | Silver        | Brons | Brons         |
| 50 meter frisim Detaljer...     | Gary Hall Jr. USA | 21,93         | Duje Draganja Kroatien                                                                                            | 21,94         | Roland Schoeman Sydafrika                                                                                                | 22,02         |
| 100 meter frisim Detaljer...    | Pieter van den Hoogenband Nederländerna                                                                                 | 48,17         | Roland Schoeman Sydafrika                                                                                         | 48,23         | Ian Thorpe Australien | 48,56         |
| 200 meter frisim Detaljer...    | Ian Thorpe Australien                                                                                                   | 1.44,71 0OR0  | Pieter van den Hoogenband Nederländerna                                                                           | 1.45,23       | Michael Phelps USA | 1.45,32 0AR0  |
| 400 meter frisim Detaljer...    | Ian Thorpe Australien                                                                                                   | 3.43,10       | Grant Hackett Australien                                                                                          | 3.43,36       | Klete Keller USA | 3.44,11 0AR0  |
| 1500 meter frisim Detaljer...   | Grant Hackett Australien                                                                                                | 14.43,40 0OR0 | Larsen Jensen USA                                                                                                 | 14.45,29 0AR0 | David Davies Storbritannien                                                                                              | 14.45,95 0NR0 |
|                                 | |               | |               | |               |
| 100 meter ryggsim Detaljer...   | Aaron Peirsol USA | 54,06         | Markus Rogan Österrike                                                                                            | 54,35         | Tomomi Morita Japan | 54,36 0AR0    |
| 200 meter ryggsim Detaljer...   | Aaron Peirsol USA | 1.54,95 0OR0  | Markus Rogan Österrike                                                                                            | 1.57,35       | Răzvan Florea Rumänien                                                                                                   | 1.57,56       |
|                                 | |               | |               | |               |
| 100 meter bröstsim Detaljer...  | Kosuke Kitajima Japan                                                                                                   | 1.00,08       | Brendan Hansen USA                                                                                                | 1.00,25       | Hugues Duboscq Frankrike                                                                                                 | 1.00,88       |
| 200 meter bröstsim Detaljer...  | Kosuke Kitajima Japan                                                                                                   | 2.09,44 0OR0  | Dániel Gyurta Ungern                                                                                              | 2.10,80       | Brendan Hansen USA | 2.10,87       |
|                                 | |               | |               | |               |
| 100 meter fjärilsim Detaljer... | Michael Phelps USA | 51,25 0OR0    | Ian Crocker USA                                                                                                   | 51,29         | Andriy Serdinov Ukraina                                                                                                  | 51,36 0AR0    |
| 200 meter fjärilsim Detaljer... | Michael Phelps USA | 1.54,04 0OR0  | Takashi Yamamoto Japan                                                                                            | 1.54,56 0AR0  | Stephen Parry Storbritannien                                                                                             | 1.55,52       |
|                                 | |               | |               | |               |
| 200 meter medley Detaljer...    | Michael Phelps USA | 1.57,14 0OR0  | Ryan Lochte USA                                                                                                   | 1.58,78       | George Bovell Trinidad och Tobago                                                                                        | 1.58,80 0NR0  |
| 400 meter medley Detaljer...    | Michael Phelps USA | 4.08,26 0VR0  | Erik Vendt USA | 4.11,81       | László Cseh Ungern | 4.12,15       |
|                                 | |               | |               | |               |
| 4×100 meter frisim Detaljer...  | Sydafrika Roland Schoeman Lyndon Ferns Darian Townsend Ryk Neethling                                                    | 3.13,17 0VR0  | Nederländerna Johan Kenkhuis Mitja Zastrow Klaas-Erik Zwering Pieter van den Hoogenband Mark Veens*               | 3.14,36 0NR0  | USA Ian Crocker Michael Phelps Neil Walker Jason Lezak Nate Dusing* Gary Hall Jr.* Gabe Woodward*                        | 3.14,62       |
| 4×200 meter frisim Detaljer...  | USA Michael Phelps Ryan Lochte Peter Vanderkaay Klete Keller Scott Goldblatt* Dan Ketchum*                              | 7.07,33 0AR0  | Australien Grant Hackett Michael Klim Nicholas Sprenger Ian Thorpe Antony Matkovich* Todd Pearson* Craig Stevens* | 7.07,46       | Italien Emiliano Brembilla Massimiliano Rosolino Simone Cercato Filippo Magnini Federico Cappellazzo* Matteo Pelliciari* | 7.11,83       |
| 4×100 meter medley Detaljer...  | USA Aaron Peirsol Brendan Hansen Ian Crocker Jason Lezak Lenny Krayzelburg* Mark Gangloff* Michael Phelps* Neil Walker* | 3.30,68 0VR0  | Tyskland Steffen Driesen Jens Kruppa Thomas Rupprath Lars Conrad Helge Meeuw*                                     | 3.33,62       | Japan Tomomi Morita Kosuke Kitajima Takashi Yamamoto Yoshihiro Okumura                                                   | 3.35,22       |

*Simmare som endast deltog i kvalet.
Denna tabell: visa • redigera